# Onthophagus quetzalis
Onthophagus quetzalis là một loài bọ cánh cứng trong họ Bọ hung (Scarabaeidae).